# M1 120mm高射砲
M1 120mm高射砲は、アメリカ合衆国にて標準的な超重高射砲として開発された火砲である。
約18000mに達する長大な射高から「成層圏の大砲(stratosphere gun)」と呼ばれ、主に固定高射砲として用いられたが、牽引高射砲としても用いることも出来た。
M1 120mm高射砲は1944年から運用が開始され、より小型で運搬性に優れたM2 90mm高射砲を補完して運用された。第二次世界大戦及び朝鮮戦争において実戦投入されたものの、地対空ミサイルの開発により1954年から徐々に姿を消し、最終的に1960年にはその役目を終えた。

## 歴史
アメリカ陸軍における120mm砲の開発は第一次世界大戦終結後から開始されており、試作型も1924年には完成していた。しかし実用的とは言い難い重量と価格から研究は中止には至らなかったものの遅滞せしめられた。
しかし1938年に、陸軍は新たな対空火器の必要性を再認識し、重高射砲と超重高射砲の二種類を発注した。前者にはM3 3インチ高射砲を代替するM1 90mm高射砲が選ばれ、そして後者には新たに開発された八輪式砲架を受け入れた120mm砲が選ばれ、4.7インチ M1として1940年には制式化された。
M1 90mm高射砲のように、M1 120mm高射砲も1個中隊につき4門の編制となっており、サーチライト、SCR-268対空レーダー(後に改良型のen:SCR-584に変更された)、M10射撃統制装置、M4計算装置の連携により、砲の自動制御が可能であった。また牽引にはM6トラクターが使用された。
M1 120mm高射砲は第二次世界大戦後半の1944年から導入され、この砲を装備した第513高射砲兵大隊が1945年2月にフィリピンへ展開しているものの、結局実際に敵と交戦することなく終わった。
しかし第二次大戦終結後、冷戦が始まるとM1 120mm高射砲は核兵器製造施設や、主要な工業地域、戦略空軍基地、大都市といった重要防護対象をソ連のTu-4爆撃機などから守るために各地へ配備された。当時の陸軍防空司令部(ARAACOM)の下にはこの砲を装備した44個の常備高射砲兵大隊と22個の州兵高射砲兵大隊が編成され、それらを基幹として7個高射砲兵旅団と20個高射砲兵群が存在した他、スーセントマリー運河の防衛のためにカナダの2個高射砲兵大隊がこの砲を装備していた。そしてこれらの砲はAN/CPS-5レーダーを装備した長距離防空警戒網であるラッシュアップレーダーネットワークによって管制されていた。
しかし1954年にMIM-3 ナイキエイジャックス地対空ミサイルの配備が開始されるとM1 120mm高射砲は射程不足と見做され徐々に退役が始まった。また1957年にソ連において初のICBMとなるR-7が配備もあり、1960年1月には州兵部隊を含む全ての部隊から退役し、配備していた部隊は全てナイキミサイルを装備するか、廃止されることになった。

## 同クラスの高射砲
- 12.8 cm FlaK 40
- KS-30 130mm高射砲
- 三式十二糎高射砲

## 登場作品
『極地からの怪物 大カマキリの脅威』
アメリカ本土に飛来した巨大カマキリがワシントンD.C.の近くで目撃されたことを受け、迎撃するためM1 90mm高射砲と共に展開され、夜中のワシントンD.Cに飛来した巨大カマキリに対して使用される。